# Alexandru Iliescu
Alexandru Iliescu, o Alexandru Penu (Oltenița, 1901 – 1945), è stato un politico rumeno comunista. È il padre di Ion Iliescu. Nel 1930  Alexandru Iliescu fuggì in Russia, dove rimase fino al 1935-1936..
Nel 1931, a Gorikovo, vicino a Mosca, al 5º Congresso del Partito Comunista di Romania (la sezione rumena del Komintern), è stata adottata la seguente risoluzione, redatta dall'ungherese Béla Kun e firmata da Alexandru Iliescu (il padre di Ion Iliescu) che era segretario del CC del PCdR:
(Biblioteca dell'Accademia rumena, Archivio storico, Ab XIII-3)).)
Al suo ritorno, fu condannato al carcere. Gheorghe Gheorghiu-Dej lo espulse dal Partito Comunista Rumeno per tutta la vita.